# Galsa Attila
Galsa Attila (Budapest, 1972. november 9. –) magyar geofizikus, egyetemi docens.

## Kutatási területe
- Felszínalatti vízáramlás numerikus modellezése
- Földköpeny-konvekció numerikus modellezése
- Egyenáramú mélyfúrás-geofizikai szondák numerikus modellezése

## Életpályája
Gimnáziumi tanulmányait 1987–1990 között a budapesti Kaffka Margit Gimnáziumban, majd 1990–1991 között a budapesti Szilágyi Erzsébet Gimnáziumban végezte. 1992 és 1997 között ELTE TTK, nappali tagozatos geofizikus hallgatója volt. 1997-ben lett okleveles geofizikus. ( Szakdolgozatának címe: Felszín alatti vízmozgás modellezése alföldi szelvényeken, mért víznyomások felhasználásával). 
1997–2000 között  az ELTE Természettudományi Kar (ELTE-TTK), Földtudomány Doktori Iskoláján a Földtan-Geofizika Programban ösztöndíjas doktorandusz volt. 2004-ben került sor doktori védésére, summa cum laude minősítéssel. (Értekezésének címe: A forrópontok száma a földköpeny-konvekció két- és háromdimenziós numerikus modelljeiben).
2002 és 2003 között Geo-Log Környezetvédelmi és Geofizikai Kft-nél dolgozott. 2003 és 2006 között az ELTE Természettudományi Kar (ELTE-TTK) Geofizika Tanszékének egyetemi tanársegédje volt, 2006-tól a tanszéken egyetemi adjunktus.

## Tagságai
- 1994– Magyar Geofizikusok Egyesülete, tag
- 2005– Magyar Tudományos Akadémia, Köztestületi Tagság
- 2006– Magyar Geofizikusok Egyesülete, Tudományos Bizottság tagja
- 2008– International Union of Geodesy and Geophysics Magyar Nemzeti Bizottságának tagja
- 2011– AGOCS Geophysical Research Fund állandó elnökségi tagja

## Díjai, elismerései
- 2000 Szilárd József díj
- 2005 AGOCS Geophysical Research Fund
- 2009 Szádeczky-Kardoss Elemér Díj
- 2013 Magyary Zoltán posztdoktori ösztöndíj
- 2017 Bolyai János Kutatási Ösztöndíj
- 2018 Bolyai+ Felsőoktatási Fiatal Oktatói, Kutatói Ösztöndíj

## Fontosabb publikációi
- Székely, F., A. Galsa, Interpretation of transient borehole flow metering data in a fissured granite formation, J. Hydrology, 327, 2006, 462-471.
- Galsa, A., L. Lenkey, Quantitative investigation of physical properties of mantle plumes in three-dimensional numerical models, Phys. Fluids, 19 (11), 2007, 116601.
- Galsa, A., M. Herein, L. Lenkey, M. P. Farkas, G. Taller, Effective buoyancy ratio: A new parameter for characterizing thermo-chemical mixing in the Earth's mantle, Solid Earth, 6/1, 2015, 93-100.
- Galsa, A., M. Herein, D. Drahos, A. Herein, Effect of the eccentricity of normal resistivity borehole tools on the current field and resistivity measurement, J. Appl. Geophys., 134, 2016, 281-290.
- Szijártó, M., A. Galsa, Á. Tóth, J. Mádl-Szőnyi, Numerical investigation of the combined effect of forced and free thermal convection in synthetic groundwater basins, J. Hydrology, 572, 2019, 364-379.